# Erica Luttrell
Pour les articles homonymes, voir Luttrell.
Erica Luttrell est une actrice canadienne née le 20 mars 1982 à Toronto. Elle est la sœur de Rachel Luttrell.

## Biographie

### Vie privée
Erica Luttrell est ouvertement lesbienne.

## Filmographie
- 1991 : Bookmice (série télévisée) : Alysha
- 1990 : Shining Time Station (série télévisée) : Kara (1991-1993)
- 1994 : Le Bus magique (série télévisée) : Keesha Franklin (voix)
- 1995 : Moonlight et Valentino (Moonlight and Valentino) : Drew Morrow
- 1995-1996 : Chair de poule (Goosebumps) (TV) : Kim (1 épisode) / Drew Brockman (1 épisode)
- 1997 : The New Ghostwriter Mysteries (série télévisée) : Emilie Robeson
- 1997 : Chérie, nous avons été rétrécis (Honey, We Shrunk Ourselves) (vidéo) : Jody, Party Guest
- 1999 : Dear America: A Picture of Freedom (TV) : Spicy
- 1999 : Le Dernier Combat (Dangerous Evidence: The Lori Jackson Story) (TV) : Teresa Collier
- 2004 : Dave the Barbarian (série télévisée) : Candy / Queen Glimia / Dinky (voix)
- 2008 : In Twilight's Shadow (court métrage) : Ryah
- 2017 : Salvation (série TV) : Claire Rayburn

## Voix

### Série d'animation
- 2021 : Helluva Boss : Agent 2 (épisode 6)

### Jeux vidéo
- 2016 : Dishonored 2 : Emily Kaldwin
- 2020 : Apex Legends : Bangalore
- 2022 : Horizon Forbidden West : Zo